# Giulio Maria della Somaglia
Giulio Maria della Somaglia (29 de julho de 1744 - 2 de abril de 1830) foi um cardeal italiano, arcipreste da Basílica de São João de Latrão, vice-chanceler da Santa Igreja Romana, arquivista dos Arquivos Secretos, bibliotecário da Biblioteca Vaticana e Decano do Colégio dos Cardeais.

## Biografia
Filho de Carlo Maria Capece Anguillara, barão Della Somaglia e da Condessa Marianna Fenaroli. Estudou no Collegio Nazzareno em Roma, entre 1756 e 1764, e na Universidade La Sapienza, Roma (doutorado utroque iure, tanto em direito canônico como civil, em 1773).
Foi ordenado padre em 2 de junho de 1787. Eleito Patriarca Latino de Antioquia em 15 de dezembro de 1788, foi consagrado em 21 de dezembro, na Igreja da S. Carlo ai Catinari, pelo Cardeal Hyacinthe-Sigismond Gerdil, assistido por Nicola Buschi, arcebispo-titular de Éfeso e por Pierluigi Galletti, bispo-titular de Cirene.
Criado cardeal-presbítero no consistório de 1 de junho de 1795, recebeu o barrete cardinalício e o título de Santa Sabina em 22 de setembro. No mesmo dia, foi nomeado Cardeal Vigário do Vicariato de Roma. Em 1811, foi nomeado arcipreste da Basílica de São João de Latrão, cargo que exerceria até a morte. Passou para o título de Santa Maria sobre Minerva em 20 de julho de 1801.
Ele foi um dos quatorze cardeais expulsos de Roma pelas autoridades francesas em 23 de março de 1808. Chamado a Paris por Napoleão Bonaparte, ele foi exilado para Charleville, pois se recusou a assistir ao casamento de Napoleão com a arquiduquesa Maria Luísa da Áustria, comemorado em 2 de abril de 1810. Foi um dos treze "cardeais negros", proibidos por Napoleão de vestir o hábito púrpura cardinalício. Ele foi relegado para Mézière, juntamente com o cardeal Giovanni Filippo Gallarati Scotti até que ele foi chamado de volta após a assinatura da Concordata de Fontainebleau pelo Papa Pio VII em 25 de janeiro de 1813. Ele se reuniu com o papa e depois exilado novamente para Draguignan em 27 de janeiro de 1814. Uma ordem do governo provisório libertou-o em 2 de abril de 1814 e ele foi para Roma. Após a restauração do governo papal, foi nomeado pelo Papa Pio VII secretário da Sagrada Congregação da Inquisição Romana e Universal em 20 de maio de 1814.
Passa para a ordem de cardeais-bispos e assume a sé suburbicária de Frascati em 26 de setembro de 1814. Nomeado Vice-Chanceler da Santa Igreja Romana, commendatario de São Lourenço em Dâmaso, e sommista das Cartas Apostólicas, em 2 de outubro de 1818. Passou para a sé suburbicária de Porto e Santa Rufina em 21 de dezembro de 1818. Torna-se Decano do Sacro Colégio dos Cardeais e passa para a sé suburbicária de Óstia-Velletri em 10 de maio de 1820, além de nomeado Prefeito da Sagrada Congregação Cerimonial.
Nomeado Cardeal secretário da Santa Sé em 28 de setembro de 1823, ocupou o cargo até 1 de outubro de 1826, quando foi nomeado arquivista dos Arquivos Secretos, bibliotecário da Biblioteca Vaticana.
Faleceu em 2 de abril de 1830, em Roma. Velado na igreja de San Lorenzo in Damaso, onde o funeral ocorreu, foi sepultado na igreja de Santa Maria sopra Minerva. Era o último cardeal sobrevivente nomeado pelo Papa Pio VI.

## Conclaves
- Conclave de 1799-1800 - participou da eleição do Papa Pio VII[1][2]
- Conclave de 1823 - participou como deão da eleição do Papa Leão XII[1][2]
- Conclave de 1829 - participou como deão da eleição do Papa Pio VIII[1][2]